# Lijst van voetbalinterlands Cuba - Panama
Deze lijst van voetbalinterlands is een overzicht van alle officiële voetbalwedstrijden tussen de nationale teams van Cuba en Panama. De landen speelden tot op heden 25 keer tegen elkaar. De eerste ontmoeting was een wedstrijd voor het CCCF-kampioenschap 1957 op 25 augustus 1957 in Willemstad (Curaçao). Het laatste duel, een kwalificatiewedstrijd voor de Copa América Centenario, werd gespeeld op 8 januari 2016 in Panama-Stad.

## Wedstrijden
| №  | Plaats          | Datum             | Competitie                           | Wedstrijd     | Uitslag |
| -- | --------------- | ----------------- | ------------------------------------ | ------------- | ------- |
| 1  | Willemstad      | 25 augustus 1957  | CCCF-kampioenschap 1957              | Panama – Cuba | 1 – 0   |
| 2  | San José        | 11 maart 1961     | CCCF-kampioenschap 1961              | Panama − Cuba | 1 − 0   |
| 3  | Panama-Stad     | 4 maart 1970      | Vriendschappelijk                    | Panama − Cuba | 3 − 4   |
| 4  | Medellín        | 16 juli 1978      | Vriendschappelijk                    | Cuba − Panama | 1 − 0   |
| 5  | Panama-Stad     | 27 juli 1983      | Vriendschappelijk                    | Panama − Cuba | 0 − 0   |
| 6  | Panama-Stad     | 31 juli 1983      | Vriendschappelijk                    | Panama − Cuba | 1 − 0   |
| 7  | Panama-Stad     | 13 juli 1984      | Vriendschappelijk                    | Panama − Cuba | 1 − 1   |
| 8  | Panama-Stad     | 18 maart 1984     | Vriendschappelijk                    | Panama − Cuba | 0 − 1   |
| 9  | Panama-Stad     | 22 september 1996 | WK 1998 kwalificatie                 | Cuba − Panama | 3 − 1   |
| 10 | Panama-Stad     | 15 december 1996  | WK 1998 kwalificatie                 | Panama − Cuba | 3 − 1   |
| 11 | Panama-Stad     | 5 december 1999   | Vriendschappelijk                    | Panama − Cuba | 1 − 0   |
| 12 | Panama-Stad     | 29 juli 2001      | CONCACAF Gold Cup 2002 kwalificatie  | Panama − Cuba | 0 − 0   |
| 13 | Havana          | 5 augustus 2001   | CONCACAF Gold Cup 2002 kwalificatie  | Cuba − Panama | 1 − 0   |
| 14 | Panama-Stad     | 27 juni 2003      | Vriendschappelijk                    | Panama − Cuba | 2 − 0   |
| 15 | Panama-Stad     | 29 juni 2003      | Vriendschappelijk                    | Panama − Cuba | 1 − 0   |
| 16 | Havana          | 16 maart 2004     | Vriendschappelijk                    | Cuba − Panama | 1 − 1   |
| 17 | Havana          | 18 maart 2004     | Vriendschappelijk                    | Cuba − Panama | 3 − 0   |
| 18 | East Rutherford | 10 juni 2007      | CONCACAF Gold Cup 2007               | Panama − Cuba | 2 − 2   |
| 19 | Panama-Stad     | 26 oktober 2010   | Vriendschappelijk                    | Panama − Cuba | 0 − 3   |
| 20 | Havana          | 29 maart 2011     | Vriendschappelijk                    | Cuba − Panama | 0 − 2   |
| 21 | Panama-Stad     | 12 juni 2012      | WK 2014 kwalificatie                 | Panama − Cuba | 1 − 0   |
| 22 | Havana          | 16 oktober 2012   | WK 2014 kwalificatie                 | Cuba − Panama | 1 − 1   |
| 23 | Atlanta         | 20 juli 2013      | CONCACAF Gold Cup 2013               | Panama − Cuba | 6 − 1   |
| 24 | Panama-Stad     | 20 augustus 2014  | Vriendschappelijk                    | Panama − Cuba | 4 − 0   |
| 25 | Panama-Stad     | 8 januari 2016    | Copa América Centenario-kwalificatie | Panama − Cuba | 4 − 0   |

## Samenvatting
| Competitie                           | Totaal gespeeld | Winst Cuba | Gelijk | Winst Panama | Doelsaldo Cuba – Panama |
| ------------------------------------ | --------------- | ---------- | ------ | ------------ | ----------------------- |
| WK-kwalificatie                      | 4               | 1          | 1      | 2            | 5 − 6                   |
| CONCACAF Gold Cup                    | 4               | 0          | 1      | 3            | 3 − 10                  |
| CONCACAF Gold Cup-kwalificatie       | 2               | 1          | 1      | 0            | 1 − 0                   |
| Copa América Centenario-kwalificatie | 1               | 0          | 0      | 1            | 0 − 4                   |
| Vriendschappelijk                    | 14              | 5          | 3      | 6            | 14 − 16                 |
| Totaal                               | 25              | 7          | 6      | 12           | 23 − 36                 |

Wedstrijden bepaald door strafschoppen worden, in lijn met de FIFA, als een gelijkspel gerekend.

## Details

### Veertiende ontmoeting
| Vriendschappelijk (Panama-Stad, Panama, 27 juni 2003): |       |      |
| Panama                                                 | 2 – 0 | Cuba |
| Luis Tejada 23' José Luis Garcés 81'                   | goals |      |

### Vijftiende ontmoeting
| Vriendschappelijk (Panama-Stad, Panama, 29 juni 2003): |       |      |
| Panama                                                 | 1 – 0 | Cuba |
| Luis Tejada 55'                                        | goals |      |

AFC · A-internationals · Bondscoaches · Cubaans vrouwenelftal · Cuba U21 · Cuba U20 · Cuba U19 · Cuba U18 · Cuba U17
1920 – 1949 ·
1950 – 1969 ·
1970 – 1979 ·
1980 – 1989 ·
1990 – 1999 ·
2000 – 2009 ·
2010 – 2019 ·
2020 − 2029
WK 1938
OS 1976 ·
OS 1980
Albanië ·
Algerije ·
Angola ·
Antigua en Barbuda ·
Aruba ·
Bahama's ·
Barbados ·
Belize ·
Bermuda ·
Bolivia ·
Britse Maagdeneilanden ·
Bulgarije ·
Canada ·
Chili ·
China ·
Colombia ·
Costa Rica ·
Curaçao ·
DDR ·
Dominica ·
Dominicaanse Republiek ·
Ecuador ·
El Salvador ·
Ghana ·
Grenada ·
Guatemala ·
Guyana ·
Haïti ·
Honduras ·
Indonesië ·
Jamaica ·
Kaaimaneilanden ·
Kameroen ·
Mexico ·
Nicaragua ·
Nederlandse Antillen ·
Panama ·
Puerto Rico ·
Roemenië ·
Saint Kitts en Nevis ·
Saint Lucia ·
Saint Vincent en de Grenadines ·
Suriname ·
Trinidad en Tobago ·
Turks en Caicoseilanden ·
Uruguay ·
Venezuela ·
Verenigde Staten ·
Zuid-Korea ·
Zweden
FEPAFUT · A-internationals · Selecties · Bondscoaches · Panamees vrouwenelftal · Panama U21 · Panama U20 · Panama U19 · Panama U18 · Panama U17
1930 – 1949 · 
1950 – 1959 · 
1960 – 1969 · 
1970 – 1979 · 
1980 – 1989 · 
1990 – 1999 · 
2000 – 2009 · 
2010 – 2019 ·
2020 – 2029
CGC 1991 · 
CGC 1993 · 
CGC 1996 · 
CGC 1998 · 
CGC 2000 · 
CGC 2002 · 
CGC 2003 · 
CGC 2005 · 
CGC 2007 · 
CGC 2009 · 
CGC 2011 · 
CGC 2013 · 
CGC 2021
WK 2018
1938 · 
1939 · 
1940 · 
1941 · 
1942 · 1943 · 1944 · 1945 · 
1946 · 
1947 · 
1948 · 
1949 · 
1950 · 
1951 · 
1952 · 
1953 · 
1954 · 
1955 · 
1956 · 
1957 · 
1958 · 
1959 · 
1960 · 
1961 · 
1962 · 
1963 · 
1964 · 
1965 · 
1966 · 
1967 · 
1968 · 
1969 · 
1970 · 
1971 · 
1972 · 
1973 · 
1974 · 
1975 · 
1976 · 
1977 · 
1978 · 
1979 · 
1980 · 
1981 · 
1982 · 
1983 · 
1984 · 
1985 · 
1986 · 
1987 · 
1988 · 
1989 · 
1990 · 
1991 · 
1992 · 
1993 · 
1994 · 
1995 · 
1996 · 
1997 · 
1998 · 
1999 · 
2000 · 
2001 · 
2002 · 
2003 · 
2004 · 
2005 · 
2006 · 
2007 · 
2008 · 
2009 · 
2010 · 
2011 · 
2012 · 
2013 · 
2014 · 
2015 · 
2016 · 
2017 ·
2018 ·
2019 ·
2020 ·
2021 ·
2022 ·
2023 ·
2024
Anguilla ·
Argentinië · 
Armenië · 
Aruba · 
Bahama's ·
Bahrein ·
Barbados ·
België · 
Belize · 
Bermuda · 
Bolivia · 
Brazilië · 
Canada · 
Chili · 
Colombia · 
Costa Rica · 
Cuba · 
Curaçao ·
Denemarken ·
Dominica · 
Dominicaanse Republiek · 
Ecuador · 
El Salvador · 
Engeland · 
Grenada · 
Guadeloupe ·
Guatemala · 
Guyana · 
Haïti · 
Honduras · 
Iran · 
Jamaica · 
Japan · 
Kameroen ·
Mexico · 
Montserrat ·
Nederlandse Antillen · 
Nicaragua · 
Noord-Ierland ·
Noorwegen ·
Paraguay · 
Peru · 
Portugal · 
Puerto Rico · 
Qatar ·
Saint Lucia · 
Saoedi-Arabië ·
Servië ·
Spanje · 
Taiwan · 
Trinidad en Tobago ·
Tunesië ·  
Uruguay ·  
Venezuela · 
Verenigde Staten ·
Wales ·
Zuid-Afrika ·
Zuid-Korea ·
Zwitserland
België (2018) ·
Engeland (2018) ·
Tunesië (2018)